# Yolande Amana Guigolo
Yolande Juliana Amana Guigolo, née le 15 septembre 1997, est une joueuse camerounaise de volley-ball. Elle est membre de l'équipe du Cameroun.

## Carrière

### En sélection
Elle fait partie de l'équipe nationale du Cameroun aux Jeux olympiques de 2016 à Rio de Janeiro,. Elle remporte la médaille d'or lors du Championnat d'Afrique de volley-ball féminin 2017.
Elle participe ensuite avec son équipe au Championnat du monde féminin de volley-ball 2018,. 
Elle remporte la médaille d'or au Championnat d'Afrique féminin de volley-ball 2019  et au Championnat d'Afrique féminin de volley-ball 2021.

### En club
| Club               | De        | À         |
| ------------------ | --------- | --------- |
| Bafia VB Evolution | 2015-2016 | 2017-2018 |
| VBC Chamalières    | 2018-2019 | …         |

## Palmarès
- Médaille d'or au Championnat d'Afrique féminin  de volley-ball 2017
- Médaille d'or au Championnat d'Afrique féminin  de volley-ball 2019
- Médaille d'or au Championnat d'Afrique féminin  de volley-ball 2021